# Hervormde kerk (Opeinde)
De Hervormde kerk (tegenwoordig: Gereformeerde kerk 'De Kandelaar') is een kerkgebouw in Opeinde in de Nederlandse provincie Friesland.

## Beschrijving
De kerk uit 1908 is gebouwd naar ontwerp van architect Wolter te Riele volgens de principes van centraalbouw. Het is de enige hervormde kerk in het oeuvre van architect Te Riele. Aanvankelijk was Te Riele gevraagd om de oude kerk te restaureren. Toen bleek dat deze niet meer te restaureren was, ontwierp Te Riele een geheel nieuwe kerk. 
De grondvorm van het kerkgebouw is een grieks kruis. In de toren van twee geledingen met tentdak hangt een klok uit 1659. Op het dak liggen Tuile-du-Nord pannen. Boven de ingang is een hergebruikte maniëristische gevelsteen (circa 1630) geplaatst. De kerk en de aangebouwde consistoriekamer zijn in 1975 vergroot.
Het interieur wordt gedekt door een koepel. De rondboogvensters zijn voorzien van glas in lood. De preekstoel (17e eeuw) is afkomstig uit de oude kerk die bij het kerkhof stond. Het orgel uit 1909 is gemaakt door Bakker & Timmenga. De kerk is een rijksmonument. In 2012 is de kerk verkocht en in gebruikgenomen door de Gereformeerde Kerk (hersteld), die tot dan toe samenkwam te Olterterp.

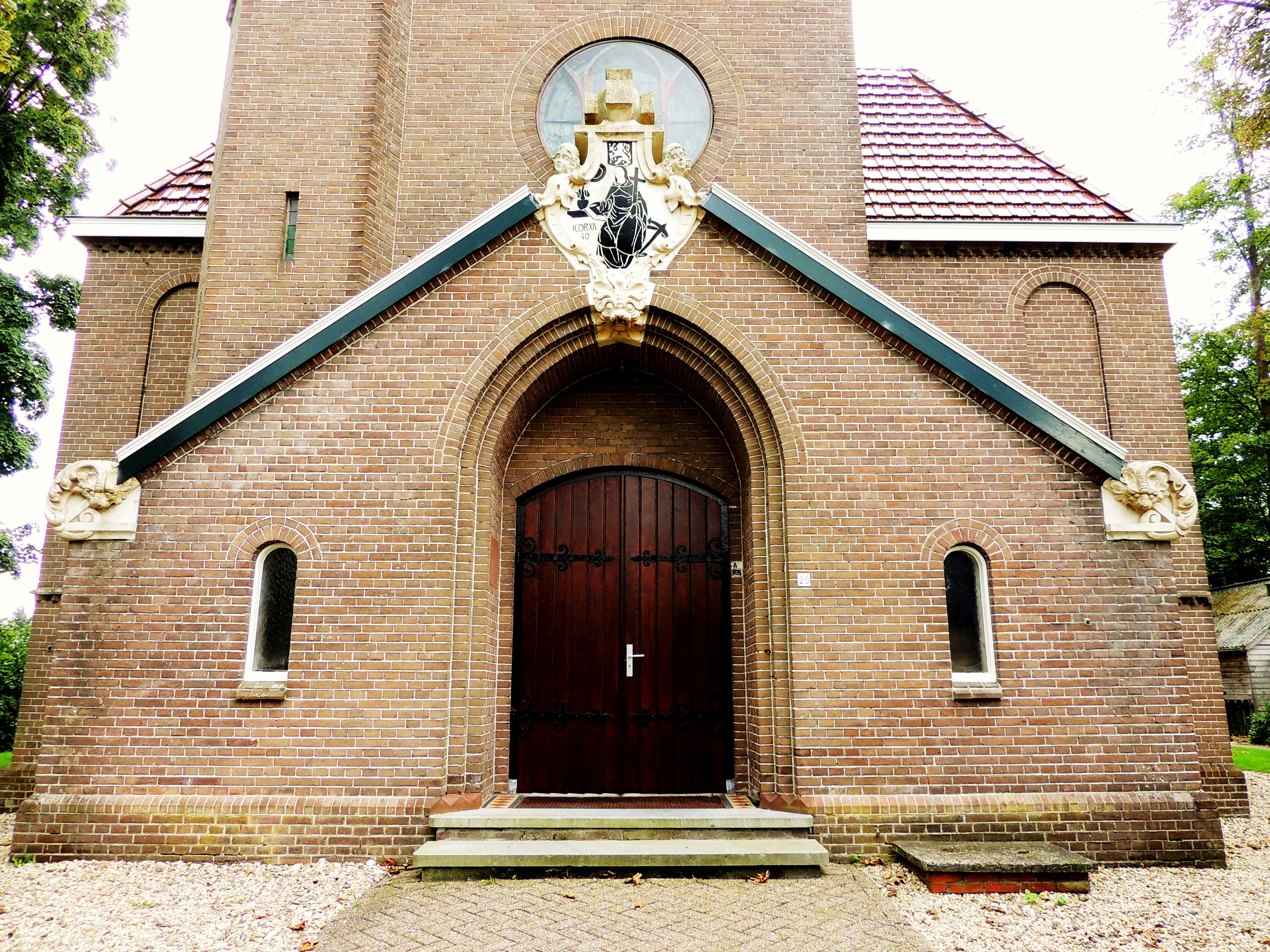
Voorgevel
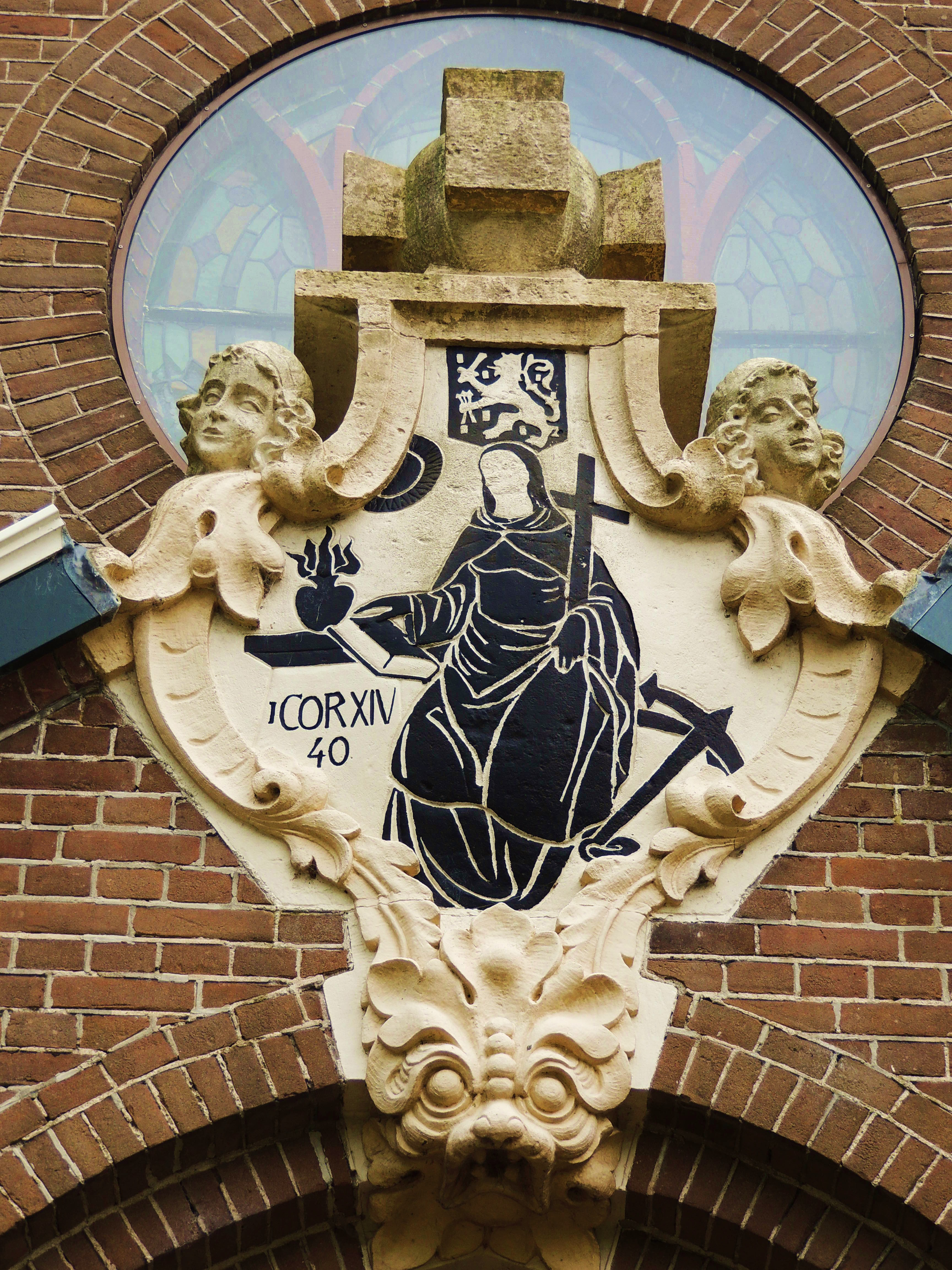
Gevelsteen